# Bezirk La Louvière
Der Bezirk La Louvière (französisch arrondissement administratif de La Louvière) ist einer von sieben Bezirken in der belgischen Provinz Hennegau. Er umfasst eine Fläche von 217,89 km² mit 142.019 Einwohnern (Stand: 1. Januar 2024) in vier Gemeinden.

## Gemeinden im Bezirk La Louvière
| Gemeinde           | Einwohner 1. Januar 2024 | Fläche km² | Dichte Einw./km² | NIS- Code | Postleitzahl         |
| ------------------ | ------------------------ | ---------- | ---------------- | --------- | -------------------- |
| Binche             | 33.651                   | 60,66      | 555              | 58002     | 7130–7131, 7133–7134 |
| Estinnes           | 7.955                    | 72,73      | 109              | 58003     | 7120                 |
| La Louvière        | 81.241                   | 64,24      | 1.265            | 58001     | 7100, 7110           |
| Morlanwelz         | 19.172                   | 20,26      | 946              | 58004     | 7140–7141            |
| Bezirk La Louvière | 142.019                  | 217,89     | 652              | 58000     | –                    |